# Nierenhof
Nierenhof ist ein zwischen den Höhen des Rheinischen Schiefergebirges isoliert gelegener Stadtteil von Velbert, im äußersten Nordosten des Stadtgebiets und nördlich vom Stadtteil Langenberg, sowie südwestlich von Hattingen (Ruhr) und südöstlich von Essen-Byfang. 

## Geographie und Geschichte
Naturräumlich liegt Nierenhof an der Grenze der Naturräume Voßnacken und Ruhrschichtrippenland innerhalb des Bergisch-Märkischen Hügellands.
Durch den Ort fließt der Deilbach, er teilt historisch das Rheinland von Westfalen. So lag der Dorfmittelpunkt in Westfalen, der Bahnhof (auf der anderen Bachseite) in Vossnacken im Rheinland. Schon seit jeher stellte der Deilbach eine Grenze dar: zunächst als Grenze zwischen Sachsen und Franken, später dann zwischen der preußischen Grafschaft Mark und dem Herzogtum Berg, und zuletzt zwischen dem Rheinland und Westfalen. Die historische Keimzelle des Ortsteils bildet das Rittergut der Familie von Nederhove.
Der Teil Nierenhofs westlich des Deilbachs gehörte zu den Wohnplätzen der Bauerschaft Voßnacken, die vom Mittelalter bis 1806 der bergischen Herrschaft Hardenberg und nach Ende des Großherzogtums Berg als Landgemeinde der Bürgermeisterei Hardenberg angehörte. Das Gemeindelexikon für die Provinz Rheinland gibt 1888 für den westlichen Teil von Nierenhof ein Wohnhaus mit zwei Einwohnern an.
Politisch gehörte das östliche Nierenhof bis Ende der 1960er Jahre zur Gemeinde Winz im damaligen Amt Hattingen-Land (heute Hattingen/Ruhr), also zu Westfalen. Bei der ersten Kommunalreform (§ 9 Gesetz zur Neugliederung des Ennepe-Ruhr-Kreises) wurde Nierenhof am 1. Januar 1970 der damaligen Stadt Langenberg zugeordnet und gehörte bereits damit zum Rheinland. Nach Zusammenschluss der Städte Velbert, Neviges und Langenberg zur neuen Stadt Velbert (§ 15 Düsseldorf-Gesetz) am 1. Januar 1975 ist Nierenhof nun Ortsteil von Velbert (Rheinland). Die Evangelische Kirchengemeinde Nierenhof gehört beispielsweise jedoch weiterhin zur Westfälischen Landeskirche und nicht etwa zur Evangelischen Kirche im Rheinland.

## Nierenhof als Verkehrsknoten
Nierenhof ist ein historischer Verkehrsknotenpunkt. Im Mittelalter verlief hier eine kleine Handelsstraße, der Hilinciweg.
Bis zum frühen 19. Jahrhundert brachten Traglastpferde, mit zwei bis drei Zentnern beladen, Kohle aus den Zechen der benachbarten Kohlereviere um Hattingen und Sprockhövel hierher zu einem zentralen Sammelpunkt. Fuhrwerke transportierten die Kohle weiter ins Bergische Land oder zu den aufstrebenden Stahlfabriken und Hüttenwerken im Essener Raum.
Ab 1831 brachte eine Pferdebahn die Kohle durch das Deilbachtal zur Ruhr. Diese Bahn war die erste auf deutschem Boden, die als Eisenbahn bezeichnet werden könnte, da hier noch vor der berühmten Fahrt von Nürnberg nach Fürth 1835 schon um 1832 Versuche mit Dampfantrieb gefahren wurden. Sie war die Vorgängerin der 1847 fertiggestellten Prinz-Wilhelm-Eisenbahn. Der Bahnhof Nierenhof wurde 1972, das Stellwerk 1988 abgerissen. Es verblieb ein Haltepunkt der Regionalbahn, seit 2004 der S-Bahn.
Im Jahre 1907 wurde hier ferner die Kleinbahnstrecke Hattingen-Nierenhof-Kupferdreh-Steele von der Bergischen Kleinbahn AG eröffnet. Die letzte Bahn fuhr im Jahr 1954. Heute sind noch einige Strommasten erhalten.

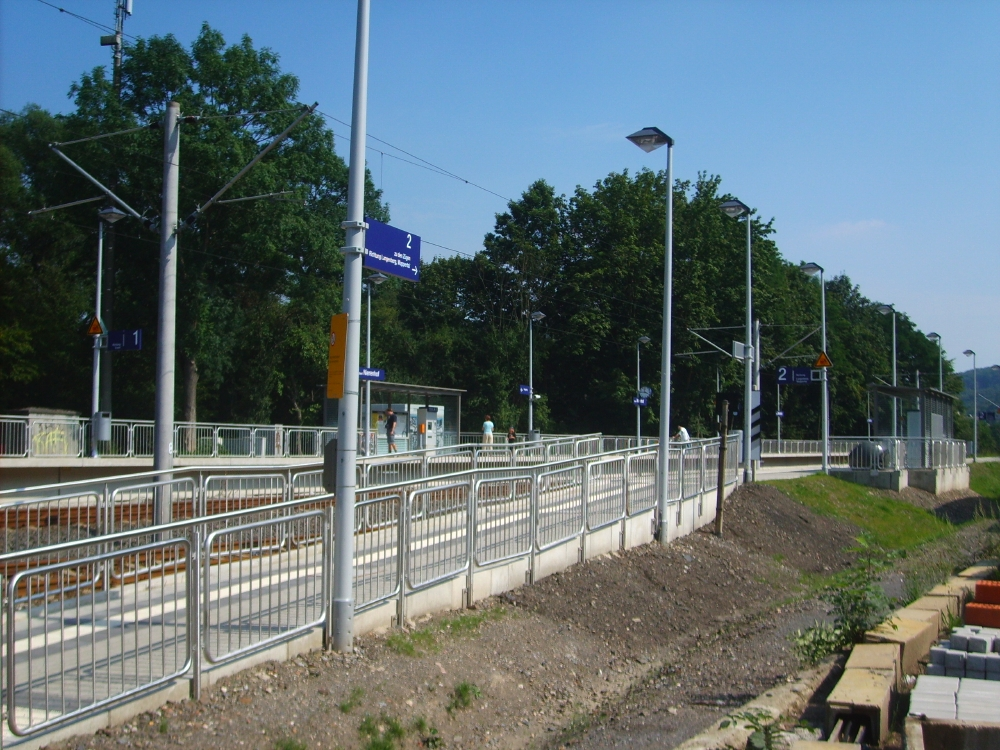
Der S-Bahn-Halt am ehemaligen Bahnhof Nierenhof

Velbert-Langenberg-Nierenhof bietet heute am Nierenhofer Busbahnhof eine Verknüpfung der S-Bahn-Linie 9, die den Bahnhof Nierenhof auf der Strecke Wuppertal-Essen anfährt, mit einer großen Anzahl von Buslinien in Richtung Essen, Hattingen, Velbert-Mitte etc.

## Wirtschaft
Der Ortsteil Nierenhof ist wirtschaftlich geprägt von mittelständischen Betrieben in den Gewerbegebieten „Ziegeleiweg“ und „Steinbrink“ sowie einem größeren Möbelhaus von überregionaler Bedeutung. Ferner weist der Ort eine geringe Zahl von Einzelhandelsgeschäften und Dienstleistern für den täglichen Bedarf auf. Durch die räumliche Nähe zu den Innenstädten von Langenberg, Hattingen, Velbert und Essen fließt ein Großteil der Kaufkraft in diese Nachbarstädte oder Ortsteile.

### Ansässige Unternehmen
Folgende Unternehmen von überregionaler Bedeutung sind hier ansässig:
- Fa. Doppstadt – Hersteller von Umwelttechnik und Sondermaschinen
- Möbel Markmann – Möbelhaus mit einem Schwerpunkt bei skandinavischen Möbeln
- Fa. Stenzhorn GmbH – Europas größter Hersteller von Vierkantdrähten
- Fa. Krause & Co. KG – Partner für Schläuche, Schlauchbesatz, Armaturen und Fittings.
- Fa. Flamco-Wemefa – Hersteller von Heizungs- und Sanitärbedarf, sowie von Befestigungselementen
- Fa. Wieland-Werke – ein Zweigwerk der Wieland-Werke, Ulm

## Wohnen
Seit den 1960er Jahren entwickelte sich Nierenhof zu einem bevorzugten Wohngebiet für die Beschäftigten der südlichen Ruhrgebietsstädte, wie zum Beispiel Essen. Hierzu entstanden und entstehen bis heute neue Wohngebiete an den Hängen oberhalb des alten Ortskerns. Durch die S-Bahn-Haltestelle, sowie überörtliche Buslinien ist Nierenhof über den ÖPNV an die Nachbarstädte Essen, Wuppertal und Hattingen angebunden.
In Nierenhof befinden sich ein Kindergarten und eine Grundschule. Darüber hinaus weist das alte Ortszentrum Geschäfte der Nahversorgung mit Waren des täglichen Bedarfs auf.